# Міра різноманітності
Міра різноманітності (також індекс різноманітності) — безрозмірний показник, що застосовується в біології для визначення ступеню рівномірності розподілу ознак об'єктів вибірки. Подвійним поняттям для різноманітності є поняття однорідності або концентрації. Міри різноманітності є унарними мірами близькості. 

Міри різноманітності є сенс використовувати виключно для оцінки інвентаризаційної різноманітності, тобто різноманітності в середині об'єкту. 
 
Здається, що першою мірою різноманітності, використаною в біології був індекс Шеннона, адаптований Робертом Макартуром для дослідження трофічних мереж :
, 

де {\displaystyle p_{i}={x_{i} \over \sum _{i=1}^{n}x_{i}}} і відповідає числу ознак (наприклад, особин) певного об'єкту (наприклад, виду) у виборці (наприклад, в біоценозі). Теоретично Н-функція набуває максимального значення тоді, коли має місце повна вирівненість розподілу {\displaystyle \log _{2}N}, що відповідає найбільшій різноманітності системи (N – загальне число об'єктів (наприклад, видів в біоценозі)), а мінімальне дорівнює 0. Інколи, щоб позбутися від незвичної для біолога одиниці вимірювання "біт" здійснюють нормування індексу, наприклад так: {\displaystyle {H \over H_{max}}}. Є думка, що індекс Шеннона надає більшого значення рідкісним видам, ніж інші індекси. Для прикладу для орнітофауни сосново-березових лісів південної тайги Уралу значення індексу Шеннона становить від 2,6 до 3. Варто відзначити, що різні міри різноманітності були відомі и до праць К.Шеннона.

## Параметричні родини мір різноманітності
Перше узагальнення для мір різноманітності запропонував Альфред Реньї. Формула добре відома математикам як формула ентропії Реньї. Якщо альфа-індекс дорівнює 0 ми одержуємо {\displaystyle \log _{2}N} (відома як формула Хартлі); при значенні {\displaystyle \alpha \rightarrow 1} індекс ідентичний індексу Шеннона; при значенні {\displaystyle \alpha \rightarrow \infty } одержуємо {\displaystyle \log _{2}{1 \over p_{max}}}, де у знаменнику індекс Бергера-Паркера, який визначається як максимум з усіх розглядуваних долей. Активно обговорювалося питання щодо того, яку основу логарифма найкраще застосовувати. Відомі приклади використання в біології логарифмів з основами 2, 10, e. Від проблеми вибору основи логарифма вільна формула Гілла.
На основі формули ентропії Реньї М. Гіллом був запропонований континуум мір вирівненності (evenness) у вигляді уніфікованої формули, визначеної як антилогарифм від ентропії Реньї.
Наведемо приклади для деяких випадків: {\displaystyle R_{0}=N;R_{1}=e^{H};R_{2}={1 \over \sum _{i=1}^{n}p_{i}}}, де в знаменнику індекс Сімпсона. Пізніше, на основі даної формули була створена низка мір: міра Шелдона (Sheldon), міра Хейпа (Heip), міра Алатало (Alatalo), міра Молінарі (Molinari) та ін. Без прив'язки до параметричних родин використовуються такі міри:
- індекс Глізона: {\displaystyle {N \over ln(p_{i})}};
- індекс Маргалефа: {\displaystyle {N-1 \over lg(p_{i})}};
- індекс Менхиніка: {\displaystyle {N \over {\sqrt {p}}_{i}}};
- індекс вирівненності Пілу (інколи Пієлу, або Пієлоу): {\displaystyle {\frac {H}{\log N}}={H \over H_{max}}}. Є по суті нормуванням індексу Шеннона між 0 та 1.

Існують і інші індекси різноманітності, які застосовуються біологами, до речі найпростішим показником різноманітності є видове багатство або число видів.

## Міри однорідності (концентрації)
Міри однорідності використовуються значно менше. Тут можна відзначити родину мір концентрації ({\displaystyle Q_{\alpha }}) О.М. Колмогорова. Його міри коеквівалентні до мір родини Гілла як {\displaystyle R_{\alpha }={1 \over Q_{\alpha }}}.

## Інформаційні міри різноманітності
Дана група індексів рідко використовується з причини складності обчислення. Найвідомішим індексом цього типу є індекс Бріллюена. Для біологічних досліджень вперше використаний Рамоном Маргалефом:

## Міри різноманітності на основі дескриптивних множин
Міри різноманітності на основі дескриптивних множин були запропоновані Б.І. Сьомкіним в 1971 році, а також Р.Л. Акоффом і Ф.Е. Емері в 1972 році. Наприклад, Б.І. Сьомкін запропонував абсолютну міру різноманітності, що ґрунтувалася на порівнянні досліджуваної вагової множини з еталоном, що має максимальну різноманітність: 

де {\displaystyle X_{max}=\left\{x_{i},\mu (X_{i})={1 \over n},i=1,...,n\right\}}, X – вагова множина, різноманітність якої визначається; n – число таксонів.
Також використовується нормована відносна міра різноманітності:

## Істинна різноманітність
Істинна різноманітність, або ефективна кількість типів, описує кількість однаково чисельних типів потрібних для того аби середня пропорційна чисельність типів дорівнювала спостережуваній в цікавому нам наборі даних (де всі типи можуть не бути однаково чисельними). Істинна різноманітність в наборі даних обчислюється отриманням оберненого до [[середнє степеневе|середнього степеневого Mq−1 пропорційних чисельностей типів в наборі даних. Якщо описати рівнянням:
{\displaystyle {}^{q}\!D={1 \over M_{q-1}}={1 \over {\sqrt[{q-1}]{\sum _{i=1}^{R}p_{i}p_{i}^{q-1}}}}=\left({\sum _{i=1}^{R}p_{i}^{q}}\right)^{1/(1-q)}}